# Poropuntius smedleyi
Poropuntius smedleyi är en fiskart som först beskrevs av De Beaufort, 1933.  Poropuntius smedleyi ingår i släktet Poropuntius och familjen karpfiskar. Inga underarter finns listade i Catalogue of Life.